# Konia dikume
Konia dikume é uma espécie de peixe da família Cichlidae.
É endémica de Camarões.